# Vireo nelsoni
A Vireo nelsoni a madarak osztályának verébalakúak (Passeriformes) rendjébe és a lombgébicsfélék (Vireonidae) családja tartozó faj.

## Rendszerezése
A fajt James Bond angol ornitológus írta le 1936-ban.

## Előfordulása
Mexikó délnyugati részén honos. A természetes élőhelye szubtrópusi és trópusi magaslati száraz cserjések. Állandó, nem vonuló faj.

## Megjelenése
Testhossza 10-11 centiméter, testtömege 8-9,4 gramm.

## Természetvédelmi helyzete
Elterjedési területe nagy, egyedszáma ismeretlen. A Természetvédelmi Világszövetség Vörös listáján nem fenyegetett fajként szerepel.

## Külső hivatkozások
- Képek az interneten a fajról
- Xeno-canto